# Amnistie des communards

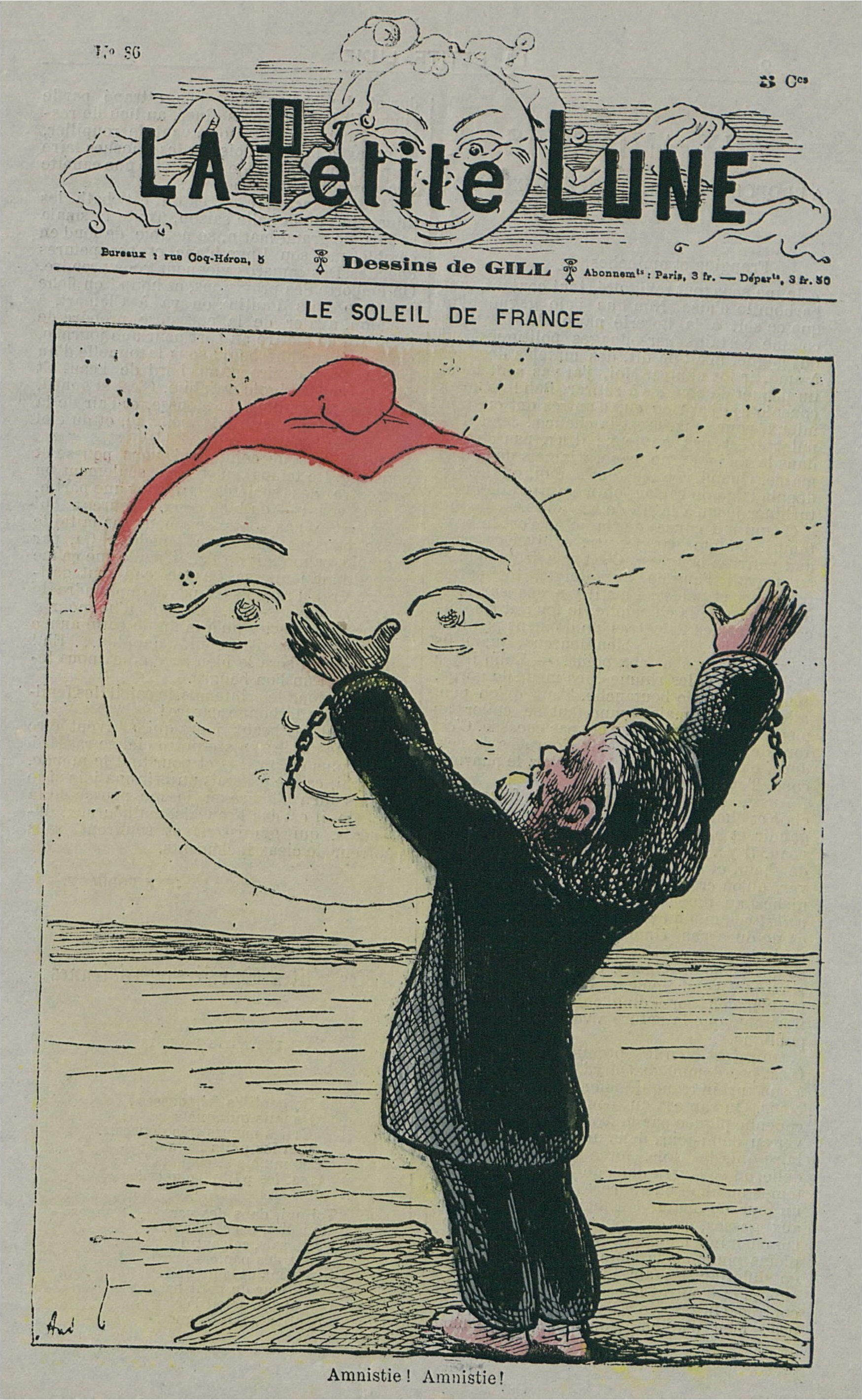
Le soleil de France. Amnistie ! Amnistie !
Caricature par André Gill dans La Petite Lune, 1879.

Vous lisez un « bon article » labellisé en 2025.
L'amnistie des communards est l'amnistie, c'est-à-dire l'oubli officiel, par deux lois votées en 1879 et 1880, des actes criminels et délictueux commis par les insurgés pendant la Commune de Paris de 1871, et plus précisément pendant la Semaine sanglante, la période de reconquête de Paris par l'armée versaillaise du dimanche 21 au dimanche 28 mai 1871.
Débattue dès les premiers mois qui suivent la fin de la guerre civile, l'amnistie des communards devient un thème de campagne défendu par de grandes figures républicaines comme Victor Hugo et Georges Clemenceau, qui dénoncent la férocité et l'arbitraire de la répression versaillaise, mais les premières propositions de lois sont rejetées par la majorité monarchiste à l'Assemblée nationale. L'amnistie est finalement votée après la conquête définitive du régime par les républicains, qui détiennent à partir de 1879 à la fois la présidence de la République ainsi que la majorité au Sénat et à la Chambre des députés.
La loi du 3 mars 1879, qui ne concerne que les individus déjà graciés ou qui obtiennent une grâce présidentielle dans les trois mois, est complétée, sous l'impulsion de Léon Gambetta, par la loi du 11 juillet 1880 qui permet le retour en France des derniers exilés.
L'amnistie des communards, adoptée définitivement quelques jours avant la première commémoration de la fête nationale, apparaît comme un symbole fort de réconciliation civique en même temps qu'un moyen de renforcer l'unité des républicains qui se rassemblent autour d'un projet commun à l'heure d'établir les grandes libertés de la Troisième République.

## Contexte

### La Commune et la Semaine sanglante

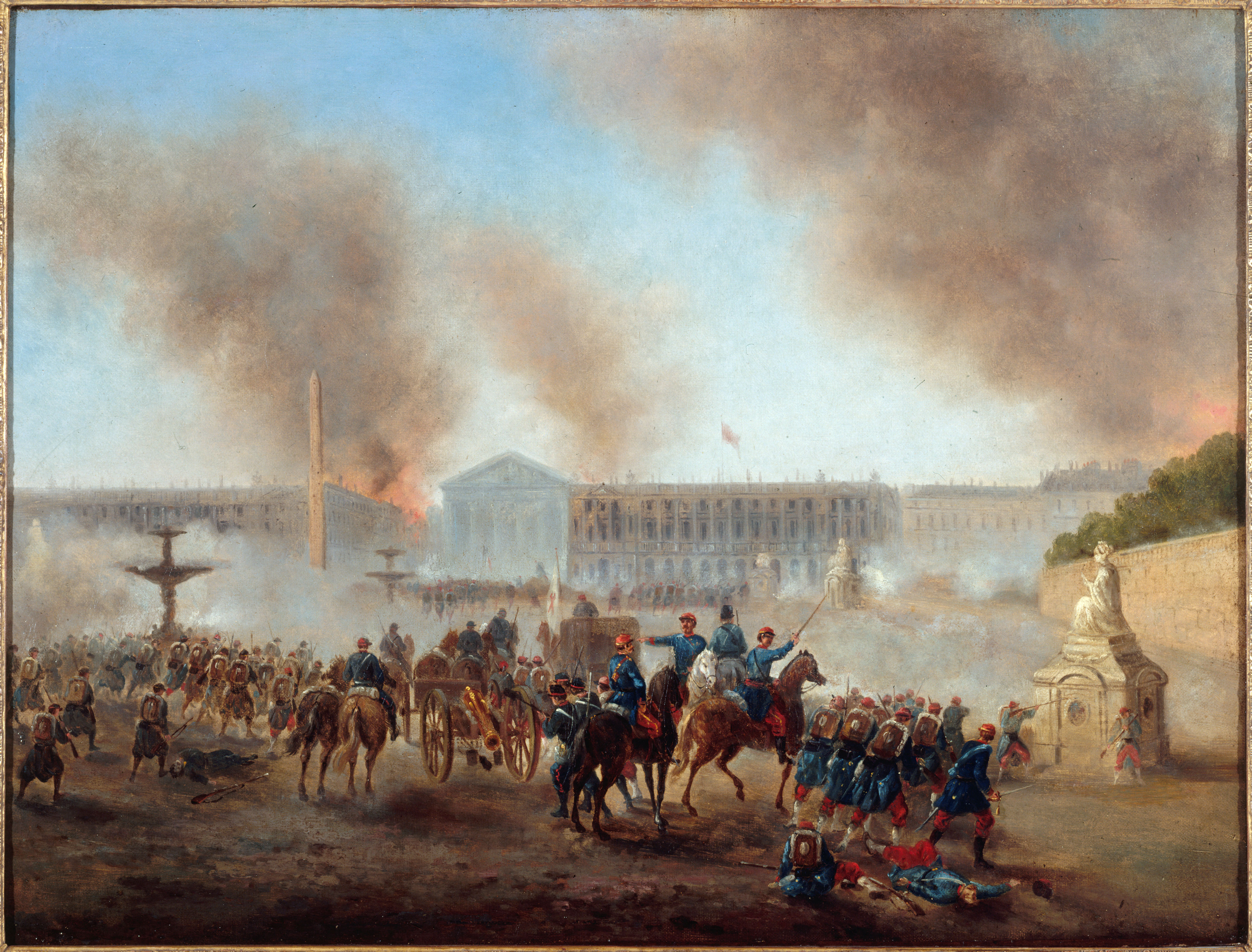
Épisode de la Commune, place de la Concorde, tableau de Gustave Boulanger (1871).

Le 21 mai 1871, l'armée versaillaise entre dans Paris pour réprimer violemment l'insurrection de la Commune mise en place depuis le soulèvement du 18 mars : c'est le début de la Semaine sanglante qui entraîne la mort de plusieurs milliers d'insurgés et provoque des destructions massives notamment du fait des incendies volontaires de monuments et de bâtiments d'habitation de la capitale.
En réponse aux exactions des troupes versaillaises, aux nombreux massacres et aux exécutions sommaires de suspects, les communards exécutent près d'une centaine d'otages dont plusieurs ecclésiastiques comme l'archevêque de Paris Georges Darboy,. Ces exécutions sommaires tout comme les destructions par le feu alimentent la légende noire des insurgés et confortent le point de vue des Versaillais qui entendent mettre en avant la sauvagerie qu'ils imputent à leurs adversaires.

### Répression judiciaire
Dès le 22 mai, dans son discours à l'Assemblée nationale, le chef du gouvernement Adolphe Thiers annonce une répression impitoyable : « l'expiation sera complète, mais ce sera, je le répète, l'expiation telle que les honnêtes gens doivent l'infliger quand la justice l'exige, l'expiation au nom de la loi et par la loi ». La police est étroitement associée à l'armée versaillaise pour empêcher les communards de s'enfuir et la traque se poursuit pendant plusieurs semaines. Le nombre d'exilés est estimé entre 5 000 et 6 000 individus dont environ la moitié se réfugient au Royaume-Uni. Des dizaines de milliers d'insurgés, hommes, femmes et enfants, sont arrêtés et 46 835 d'entre eux sont jugés par des conseils de guerre spécialement créés. D'après le rapport du général Appert, 13 450 condamnations sont prononcées dont 10 137 en jugement contradictoire et 3 313 par contumace. La sévérité du jugement varie selon la gravité des faits reprochés : peine de mort, déportation simple ou en enceinte fortifiée, travaux forcés, réclusion perpétuelle ou peines de prison, bannissement voire placement en maison de correction pour les enfants. La loi du 23 mars 1872 fixe par ailleurs la Nouvelle-Calédonie comme lieu de déportation pour les communards.

Massacres de communards par les troupes versaillaises
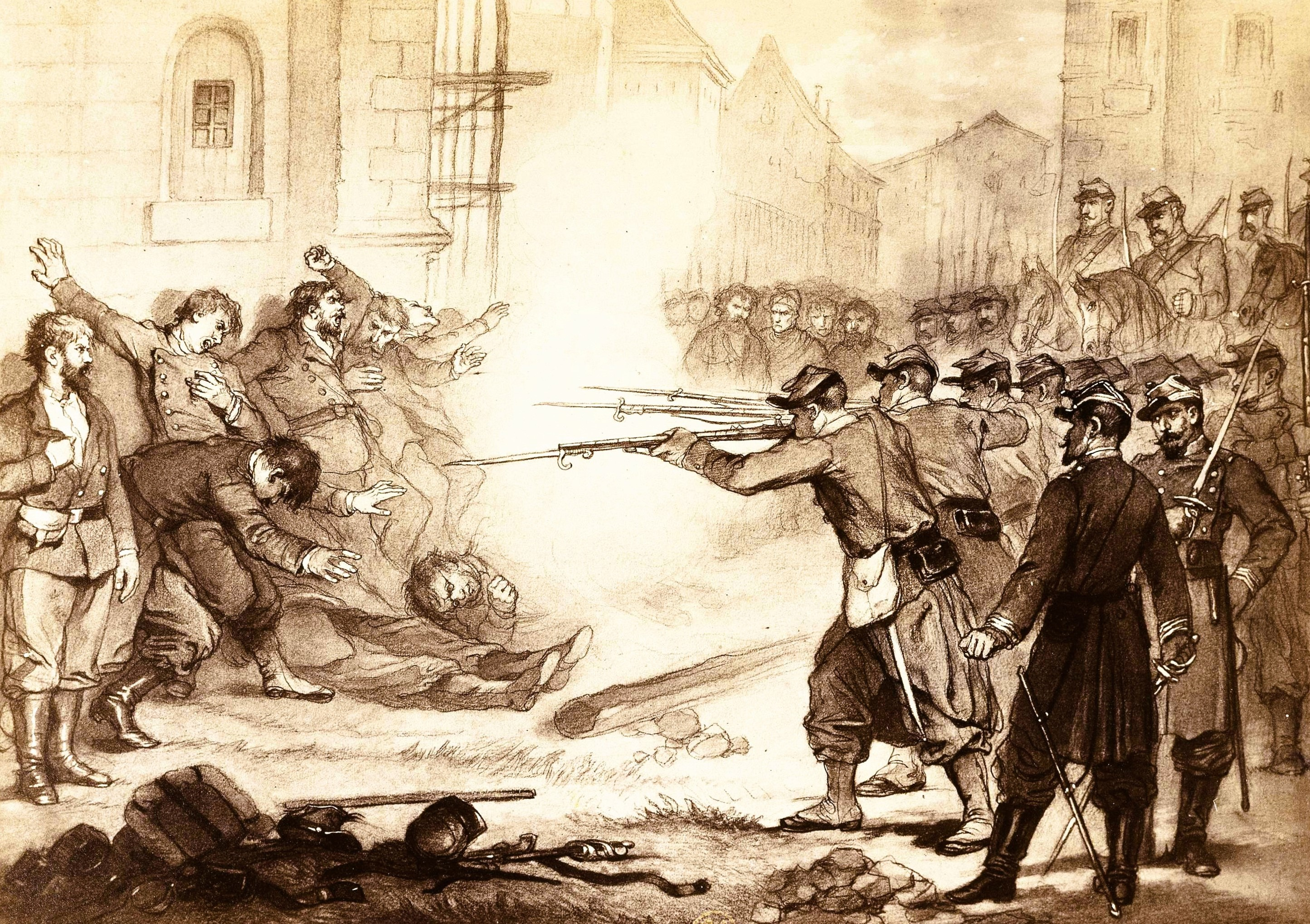
Communards fusillés dans la rue, gravure anonyme d'après Félix Philippoteaux.
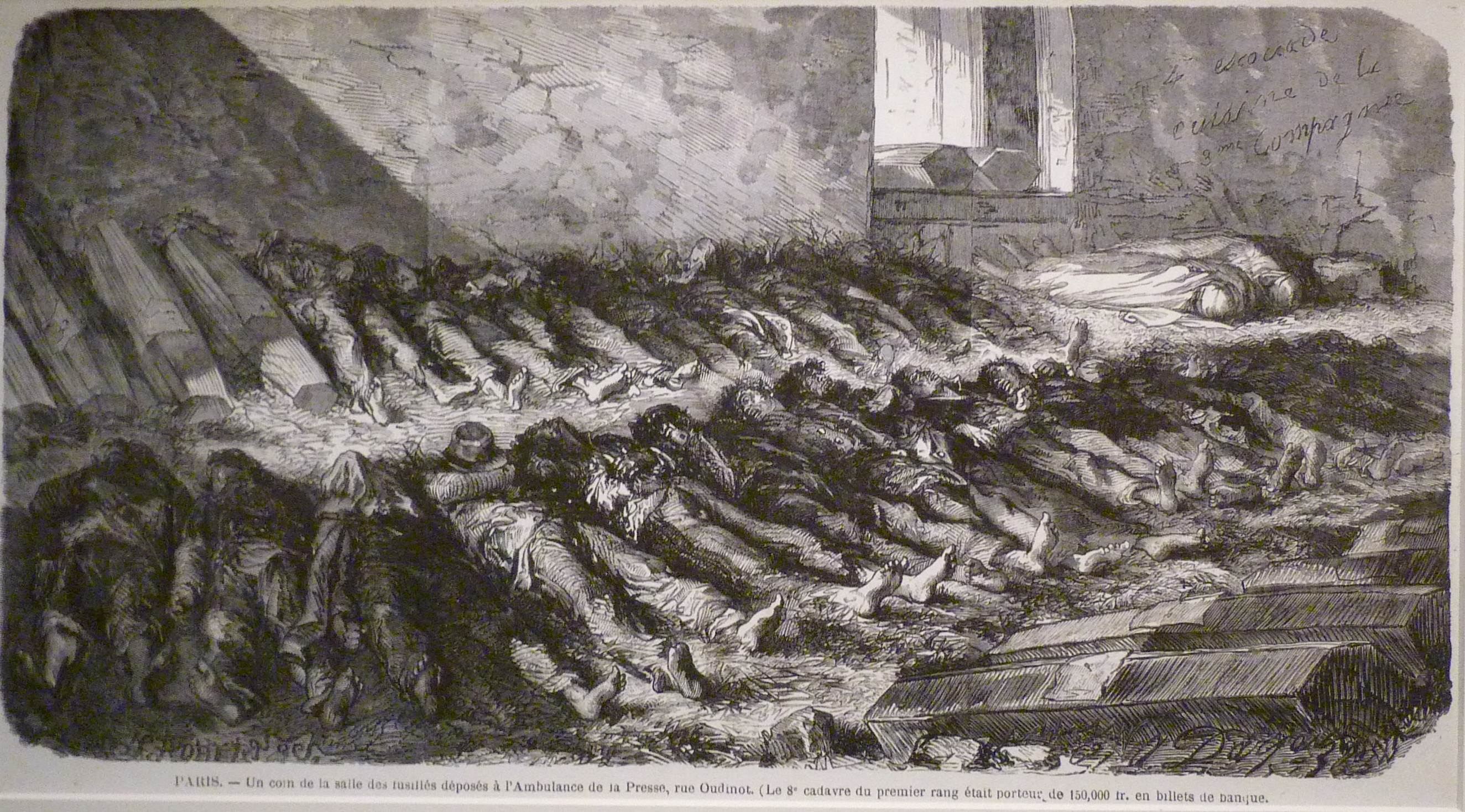
Cadavres de communards déposés dans une salle rue Oudinot, par Henri-Alfred Darjou.
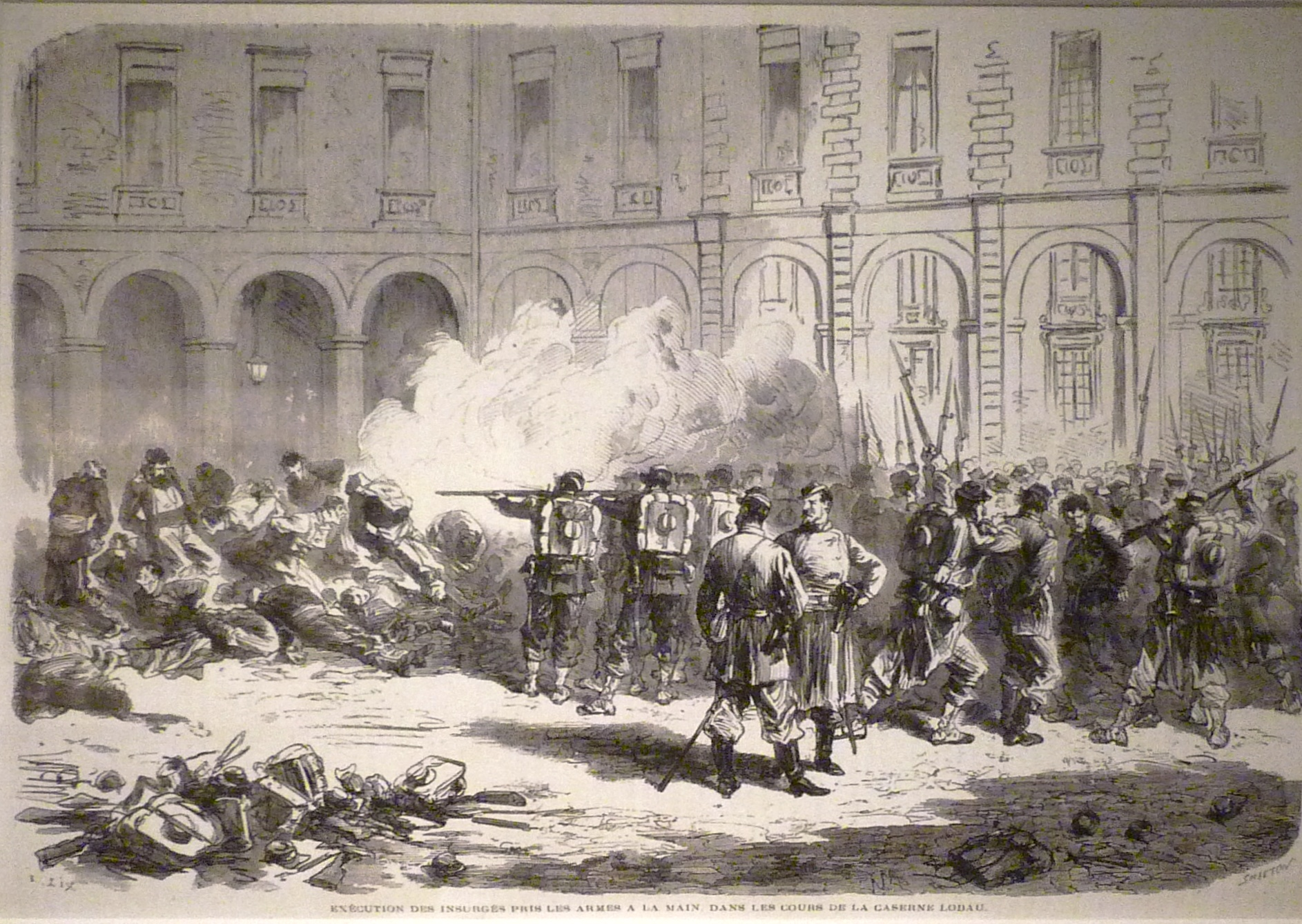
Exécutions sommaires dans la cour de la caserne Lobau, par Frédéric Lix.

## Combat pour l'amnistie
Évoquée dès les premiers mois qui suivent la Semaine sanglante et la répression du mouvement communaliste parisien, l'amnistie est longtemps repoussée. Les protagonistes s'opposent sur des positions très marquées et des arguments immuables : les partisans de l'amnistie la réclament dans un vœu de réconciliation de la nation tout entière, au nom de l'humanité, des excès de la répression et du patriotisme des Parisiens pendant le siège prussien, tandis que leurs adversaires la refusent au nom de la menace politique et sociale que ferait courir l'insurrection et parce que la répression a été menée en vertu du droit.

### Victor Hugo et la réconciliation nationale

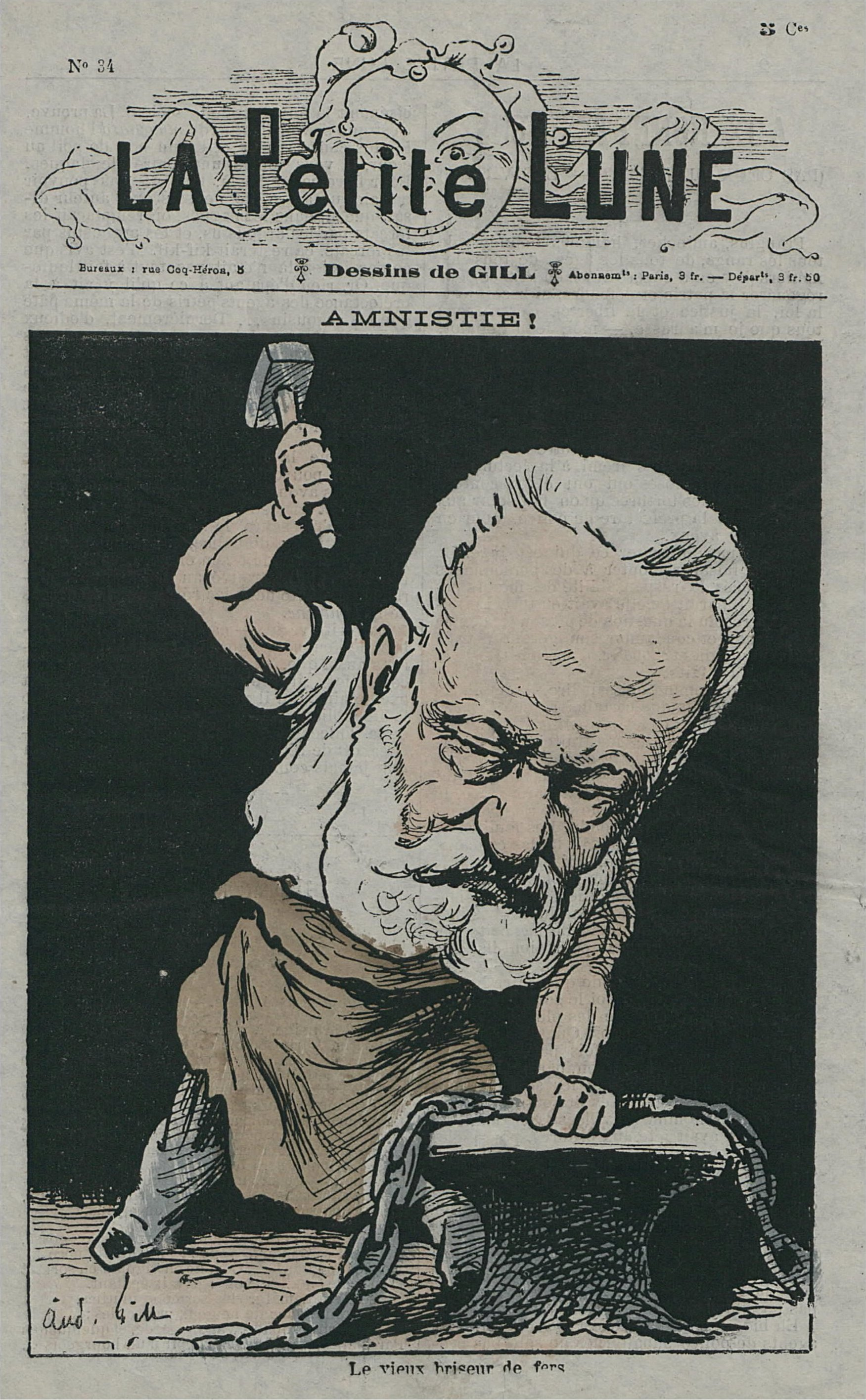
« Amnistie ! Le vieux briseur de fers. » Allégorie de Victor Hugo militant pour l'amnistie des communards.
Caricature par André Gill dans La Petite Lune, 1879.

Si la victoire finale revient aux Versaillais, la Commune est une guerre civile et la violence est réciproque, les exactions commises des deux côtés. La première campagne pour l'amnistie des communards trouve son origine dans l'émotion suscitée par la brutalité de la répression, en raison du caractère expéditif des tribunaux de guerre, des premières déportations ou des conditions de détention au camp de Satory, à l'Orangerie du château de Versailles ou sur les pontons. Elle est notamment portée par Victor Hugo qui entend dénoncer la férocité des Versaillais dans les poèmes de son recueil L'Année terrible, bien qu'il n'ait pas lui-même soutenu la Commune qu'il considère comme une « bonne chose mal faite ».
Présent à Bruxelles pendant la Semaine sanglante pour régler la succession de son fils Charles, il ouvre sa maison et accueille spontanément les premiers exilés venus se réfugier en Belgique, ce qui lui vaut d'être expulsé à son tour vers le Luxembourg. Il adhère ensuite à la Commission de secours pour les détenus des pontons fondée par le quarante-huitard Louis Greppo et qui rassemble dans un élan de solidarité d'autres anciens proscrits de l'Empire comme Louis Blanc. Dès lors, Victor Hugo fait de l'amnistie des Communards son dernier grand combat politique, et alors qu'il démissionne de son mandat de député le 8 mars 1871 pour protester contre l'invalidation de l'élection de Giuseppe Garibaldi, il accepte quelques mois plus tard de se porter candidat à une élection partielle à Paris, à condition que l'amnistie figure en tête du programme.
D'après l'historien Stéphane Gacon, Victor Hugo considère l'amnistie comme « un outil pédagogique » qui a valeur d'« exemple moral offert au peuple » pour fonder la République : « l'amnistie a une vertu morale de tolérance, elle est un modèle d'acceptation de la différence d'opinion et de la nécessité de convaincre par les mots et non par les armes ». Si son roman Quatrevingt-treize, qui paraît en 1874, a pour toile de fond la Terreur révolutionnaire, l'auteur est imprégné des événements de la Commune au moment de sa rédaction et Stéphane Gacon affirme que le livre s'adresse à la France de l'ordre moral comme « un appel à la réconciliation sur fond d'humanisme ». Pour Victor Hugo comme pour les premiers défenseurs des communards, le combat pour l'amnistie doit permettre « d'adoucir le sort des condamnés dont la revendication était légitime » tout en fondant « la République sur ses véritables principes : la liberté d'expression, l'égalité, la justice ».

### Échec des premières propositions de lois (1871-1875)

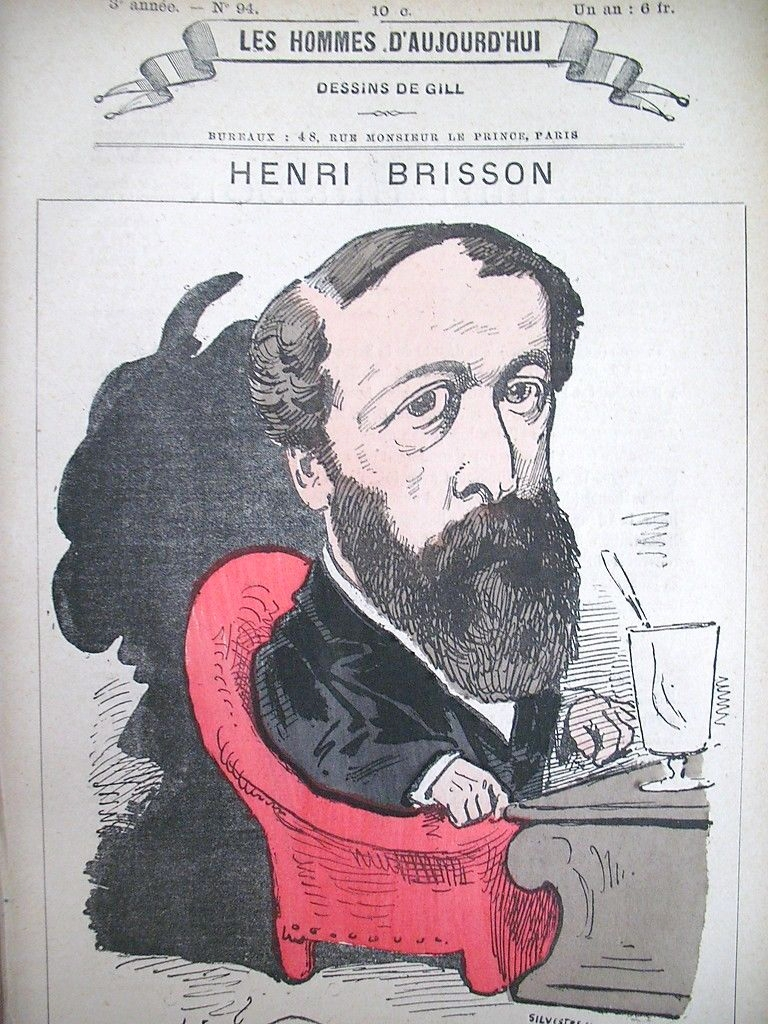
Henri Brisson caricaturé par André Gill en 1880.

Deux propositions de loi sont déposées dès la fin de l'année 1871, la première le 13 septembre 1871 par Henri Brisson et la deuxième en décembre par Edmond de Pressensé. Le député radical Henri Brisson défend une amnistie large mais pas générale, excluant tous les condamnés pour crimes et délits de droit commun, incendie, vol, assassinat, c'est-à-dire l'essentiel des motifs imputés aux condamnés de la Commune. La proposition de loi déposée par Edmond de Pressensé est plus restreinte et ne concerne que les gardes nationaux.
Tous deux députés de la Seine et opposants de la Commune, les deux hommes entendent ainsi faire preuve de clémence à l'égard d'une population « égarée par les souffrances du Siège » mais leurs propositions « sont examinées pour la forme et disparaissent dans les méandres de la procédure parlementaire ». Les partisans de l'amnistie avancent également l'argument économique du manque d'ouvriers qualifiés dans les ateliers parisiens, et la perte qualitative qui en découle.
À ce stade, la France n'est pas encore prête à accepter l'amnistie car, précisément, le sentiment républicain n'est pas enraciné profondément dans un pays encore majoritairement rural et sensible à l'influence des notabilités traditionnelles. Les monarchistes, majoritaires à l'Assemblée nationale, estiment d'ailleurs que les communards n'ont pas tous été punis et veulent la poursuite de la répression. Le journal L'Univers lance ainsi une campagne contre le radical Arthur Ranc qui a participé au début de la Commune avant de s'en désolidariser rapidement.

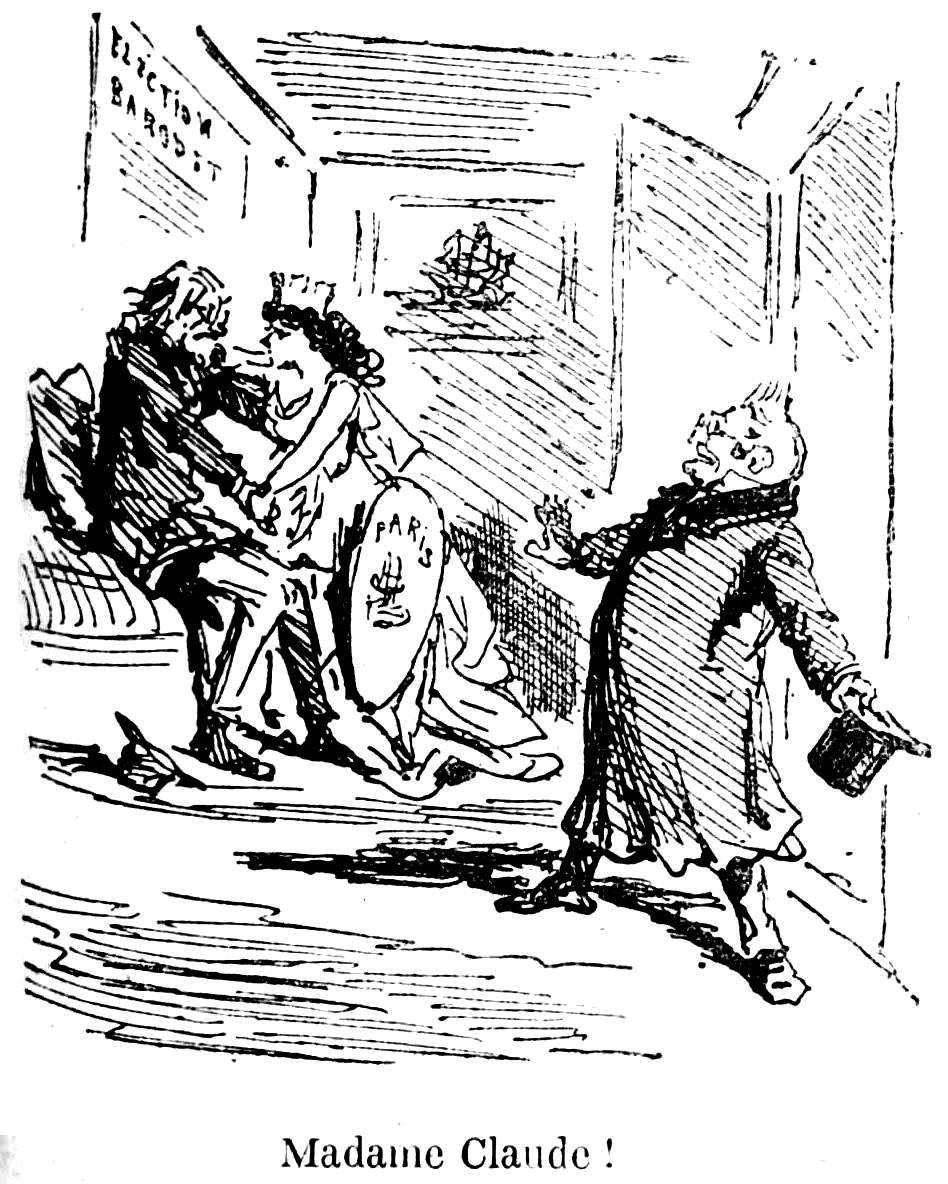
« Madame Claude ! », Désiré Barodet reçoit dans ses bras la ville de Paris, sous les yeux d'Adolphe Thiers.
Caricature de Cham pour Le Monde illustré (31 mai 1871).

Les républicains eux-mêmes se divisent sur la façon de lutter contre la menace de restauration monarchiste et Léon Gambetta veut les conduire sur la voie de l'opportunisme qui consiste à rechercher le soutien populaire en donnant l'image d'une République assagie, modérée et progressive dans les réformes comme dans les bouleversements sociaux, c'est-à-dire une manière de « faire avancer la cause, pas à pas, pour ne pas la compromettre définitivement »,. De ce point de vue, l'amnistie des communards est impossible car l'insurrection parisienne de 1871 symbolise aux yeux des monarchistes les « errances républicaines » dans « un écho renouvelé de la Terreur ». À la gauche de Gambetta, les républicains radicaux comme Georges Clemenceau entendent « arracher la République » et l'imposer à la France. Ils rejettent la modération des gambettistes et du centre gauche et font de l'amnistie l'un de leurs thèmes de campagne,. La presse radicale mène une grande campagne de 1871 au printemps 1873 en faveur de l'amnistie, qu'elle réclame au même titre que la dissolution de l'Assemblée nationale et que la levée de l'état de siège.
En avril 1873, lors d'une élection législative partielle à Paris, Désiré Barodet, candidat radical et fervent défenseur de l'amnistie, bat Charles de Rémusat, membre du gouvernement, ce qui provoque la chute d'Adolphe Thiers qui démissionne de son mandat de président de la République. Les partisans de l'ordre moral comme Albert de Broglie accusent Thiers de ne pas avoir su dresser un rempart suffisant face à la menace sociale et voient le parti radical comme une menace pour « la société dans toutes ses bases ». Instrumentalisée par les monarchistes, la question de l'amnistie est sans cesse repoussée et la cause des communards ne progresse que lentement,.
Le 20 décembre 1875, une nouvelle proposition de loi déposée par Alfred Naquet et quatre cosignataires, portant sur l'amnistie des « auteurs de tous les crimes et délits politiques commis depuis le 4 septembre 1870 », est repoussée à main levée.

### L'amnistie repoussée par la majorité républicaine (1876)
En 1876, les campagnes électorales pour les élections sénatoriales, le 30 janvier, et les élections législatives, les 20 février et 5 mars, ravivent le débat. Le 22 janvier, Victor Hugo, candidat aux élections sénatoriales à Paris, publie dans le journal Le Rappel une « Lettre du délégué de Paris aux délégués des 36 000 communes de France », où il présente l'amnistie comme une des nécessités fondatrices de la République :

« Électeurs des communes, Paris, la commune suprême, vous demande, votre vote étant un décret, de décréter, par la signification de vos choix, la fin des abus par l'avènement des vérités, la fin de la monarchie par la fédération des peuples, la fin de la guerre étrangère par l'arbitrage, la fin de la guerre civile par l'amnistie, la fin de la misère par la fin de l'ignorance. Paris vous demande la fermeture des plaies. »

L'élection d'une majorité républicaine à la Chambre des députés en 1876 est une opportunité pour obtenir l'amnistie. Défendue à la Chambre par les radicaux Georges Clemenceau, François-Vincent Raspail, Alfred Naquet, Charles Floquet et Édouard Lockroy, elle est portée dans le même temps au Sénat par Victor Hugo, qui prononce un vibrant discours le 22 mai, :

« ce qu'on demande de toutes parts, ce qu'on implore, ce qu'on veut, c'est l'apaisement : et […] il n'y qu'un apaisement, c'est l'oubli […] dans la langue politique, l'oubli s'appelle amnistie. Je demande l'amnistie. Je la demande pleine et entière. Sans conditions. Sans restrictions. Il n'y a d'amnistie que l'oubli. L'oubli seul pardonne. L'amnistie ne se dose pas. […] Il faut fermer toute la plaie. Il faut éteindre toute la haine. »

Parlementaires défenseurs de l'amnistie en 1876
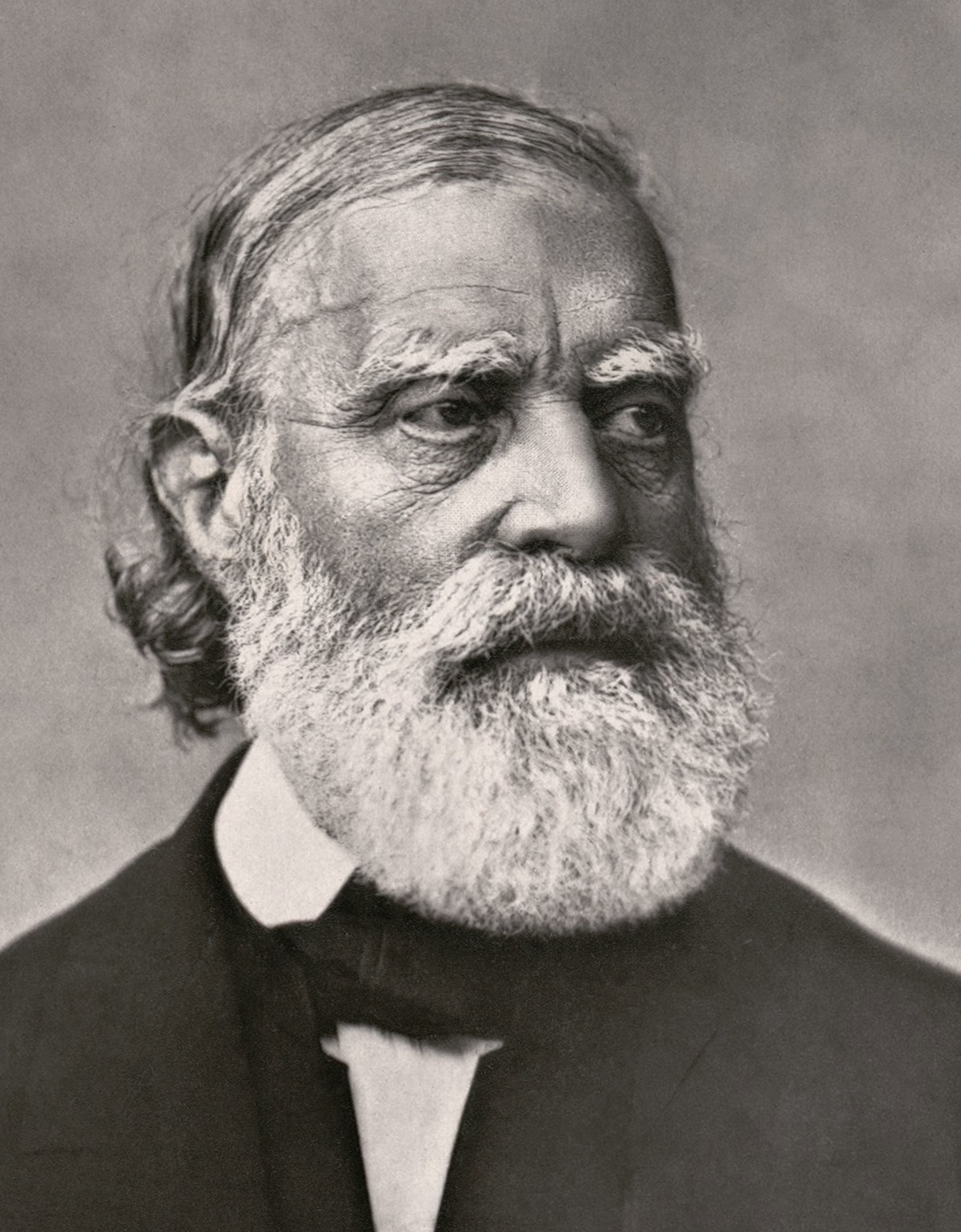
François-Vincent Raspail.
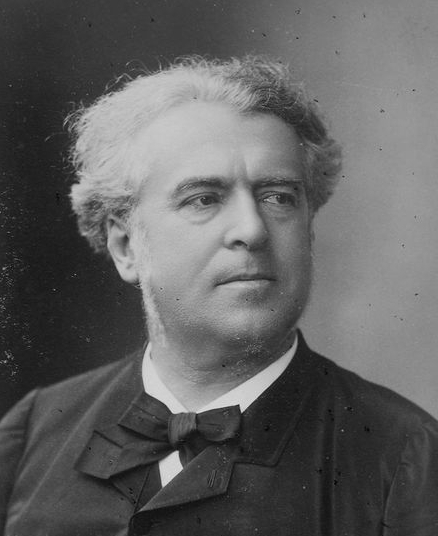
Charles Floquet.
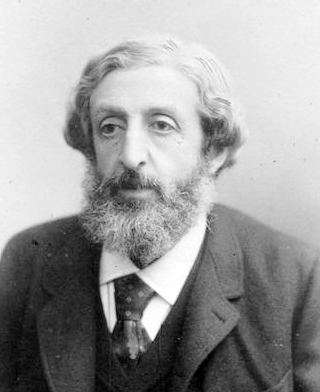
Alfred Naquet.
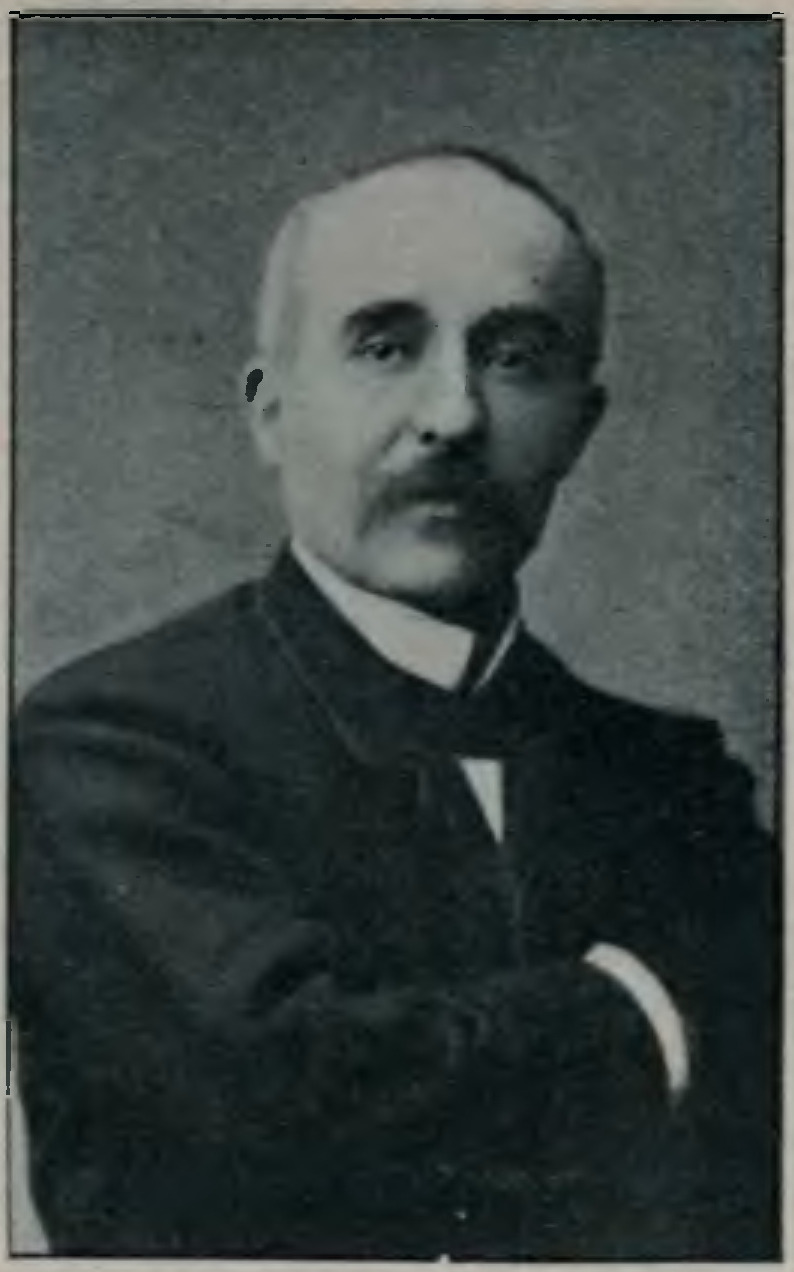
Georges Clemenceau.
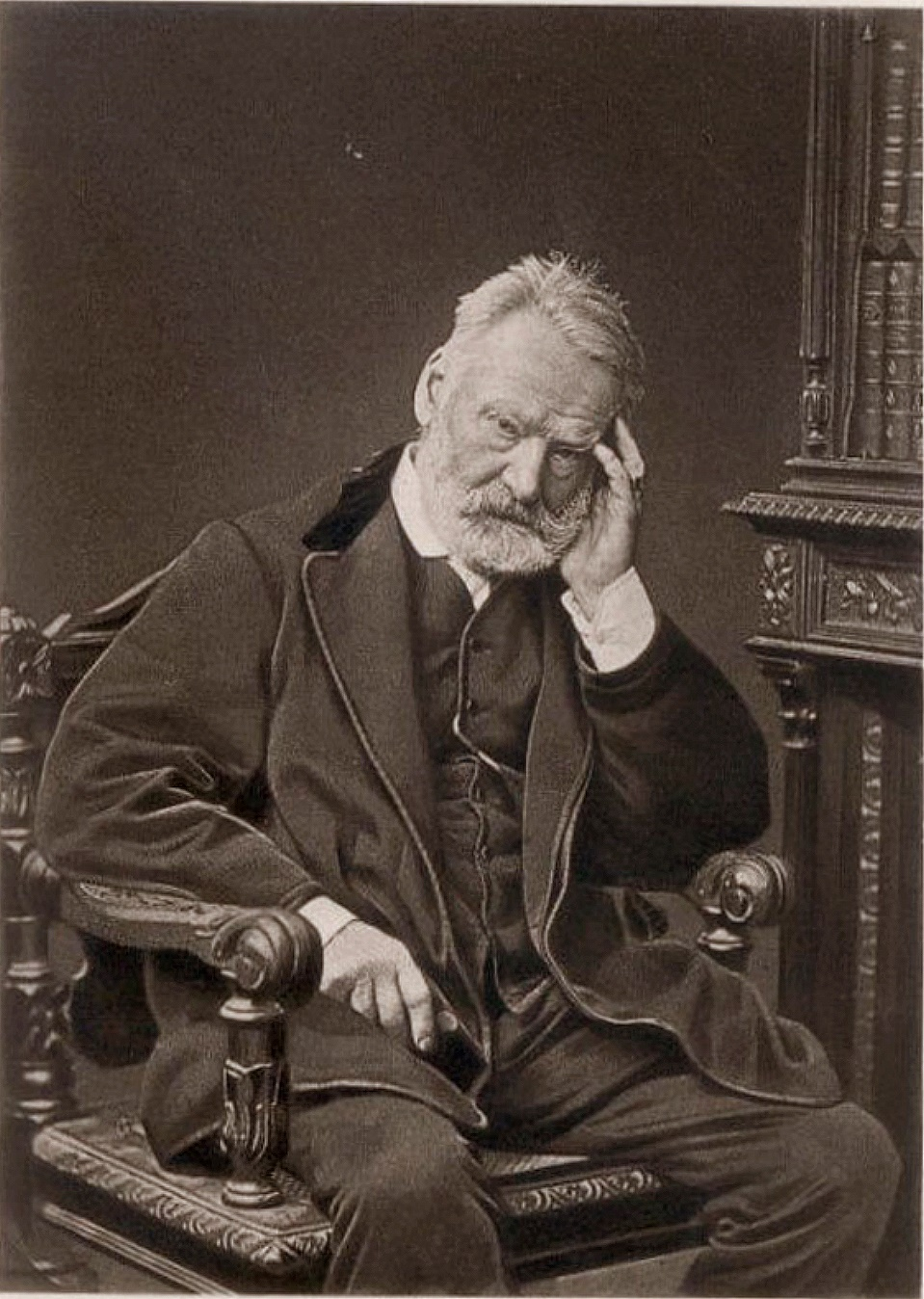
Victor Hugo.
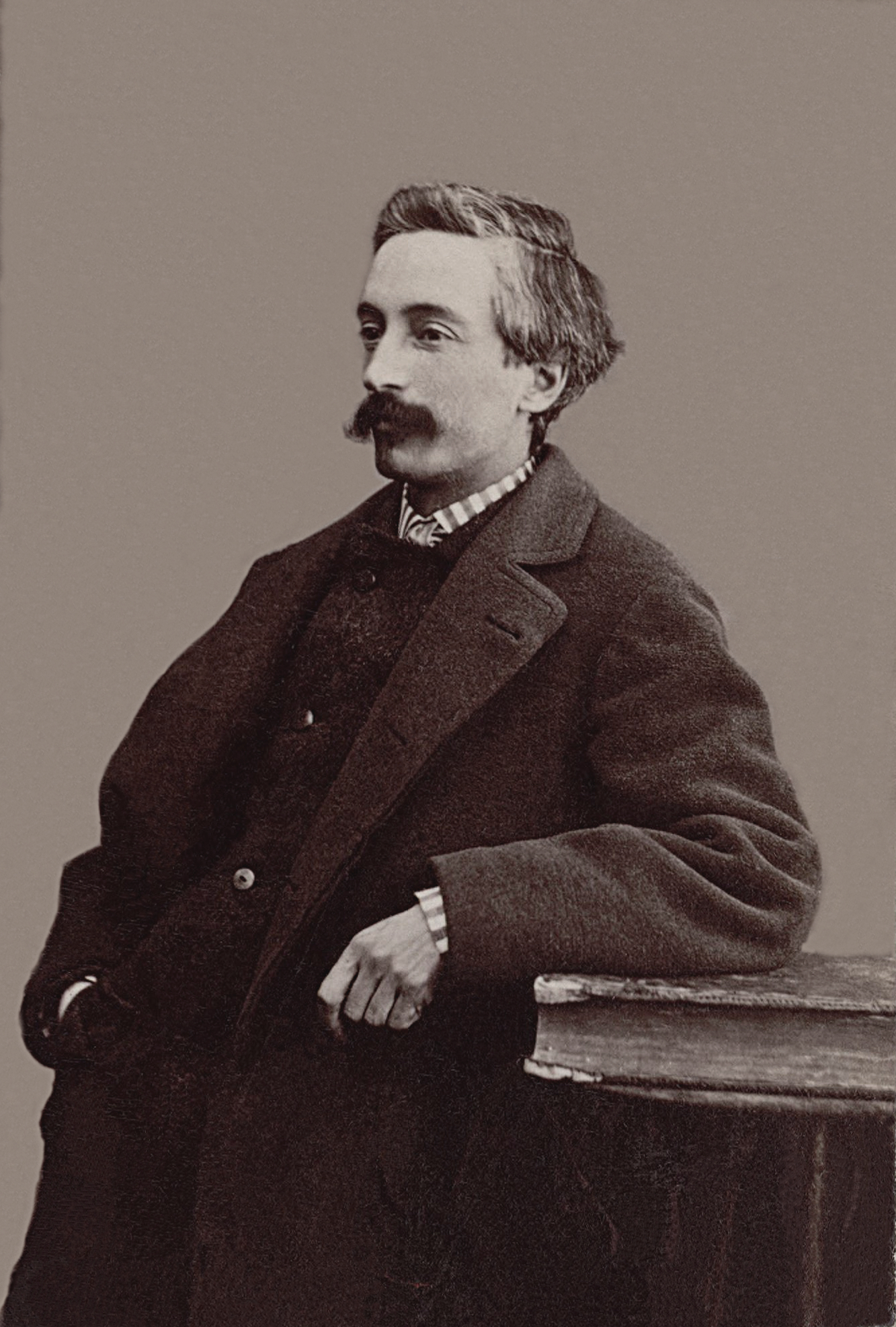
Édouard Lockroy.

Toutefois, la proposition d'amnistie générale est finalement rejetée par la majorité républicaine qui, derrière Jules Méline et Léon Gambetta, soutient une amnistie partielle,. Cette question est de plus en plus un ferment de division des républicains, entre les radicaux menés par Clemenceau et les républicains opportunistes regroupés autour de Gambetta. En 1876, ce dernier, soucieux de rassurer l'opinion et soulignant que la Commune a commis des crimes, refuse une amnistie générale et ne la souhaite que partielle. Néanmoins, c'est la première fois qu'un débat parlementaire important a lieu à propos de l'amnistie et des grâces individuelles commencent à être octroyées. La même année, Xavier Raspail, le fils du député, publie un ouvrage intitulé De la nécessité de l'amnistie qui lui vaut d'être poursuivi et condamné pour défense et justification de l'insurrection de 1871,,.
Dans le même temps, l'argumentaire utilisé par les partisans de l'amnistie s'affine. Ainsi, Georges Clemenceau, dans un discours prononcé à la Chambre le 16 mai 1876, fait porter la responsabilité du déclenchement de l'insurrection du 18 mars 1871 sur l'attitude de l'Assemblée nationale installée à Versailles. La campagne pour l'amnistie insiste sur les dures conditions de détention des déportés en Nouvelle-Calédonie et sur le fait qu'à travers eux la France se prive d'une partie de sa force de travail. Elle présente la Commune comme un moment d'une guerre civile, où les violences sont partagées et à l'issue de laquelle l'oubli est nécessaire. L'amnistie serait ainsi le geste fondateur de la République naissante. En 1876, les radicaux lancent une pétition nationale qui reçoit, jusqu'à la fin du débat parlementaire, 100 000 signatures.
Après la crise du 16 mai 1877, qui marque le recul définitif des monarchistes, la campagne pour l'amnistie renaît et se structure autour de deux comités concurrents, l'un dirigé par Victor Hugo et Louis Blanc, l'autre plus à gauche. Ce « comité d'initiative pour l'amnistie » engage des candidats ouvriers aux diverses élections et comme le souligne l'historien Stéphane Gacon, « il n'est pas rare que des proscrits ou des déportés soient présentés aux suffrages des électeurs ». Par ailleurs, « l'extrême gauche anarchiste et socialiste se reconstruit dans le souvenir de la Commune qui devient un événement fondateur dont on commence à écrire l'histoire ». Par leur activité soutenue, ces deux comités font avancer la cause de l'amnistie dans l'opinion.

### Amnistie partielle puis totale (1879-1880)

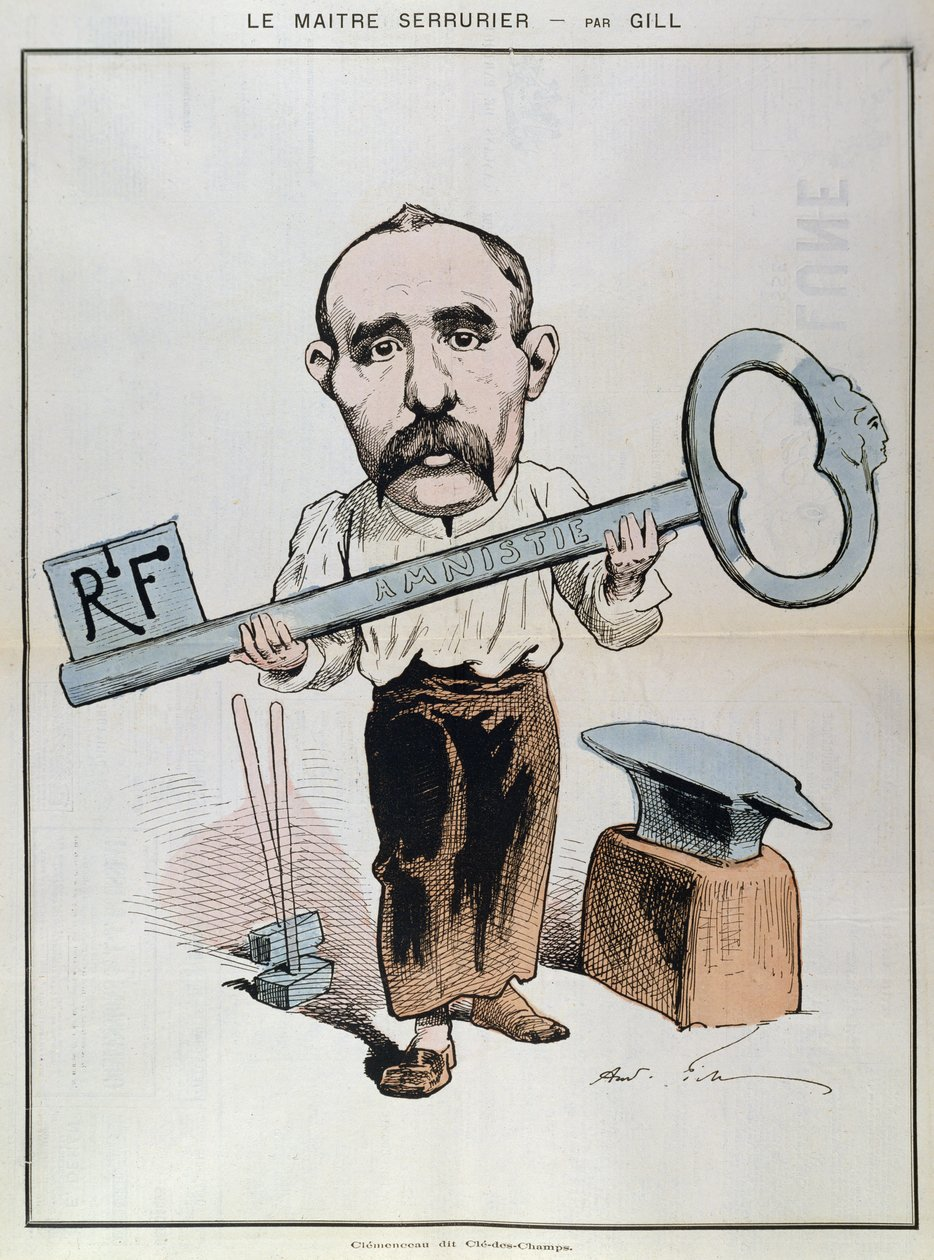
Le maître serrurier : Clemenceau, dit Clé-des-Champs forgeant la clef de l'amnistie des communards.
Caricature par André Gill dans La Lune rousse, 1879.

L'année 1879 marque la victoire totale des républicains avec l'élection de Jules Grévy à la présidence de la République et celle de Léon Gambetta à présidence de la Chambre des députés. Le cabinet Waddington inscrit l'amnistie des communards à son programme mais il entend en exclure les personnes « signalées par l'atrocité de leur crime » ou qui « se déclarent les ennemis de la société ». Il s'oppose ainsi à Clemenceau et ses alliés pour qui seule une amnistie pleine et entière peut assurer la pacification définitive du pays et l'affermissement du régime républicain.

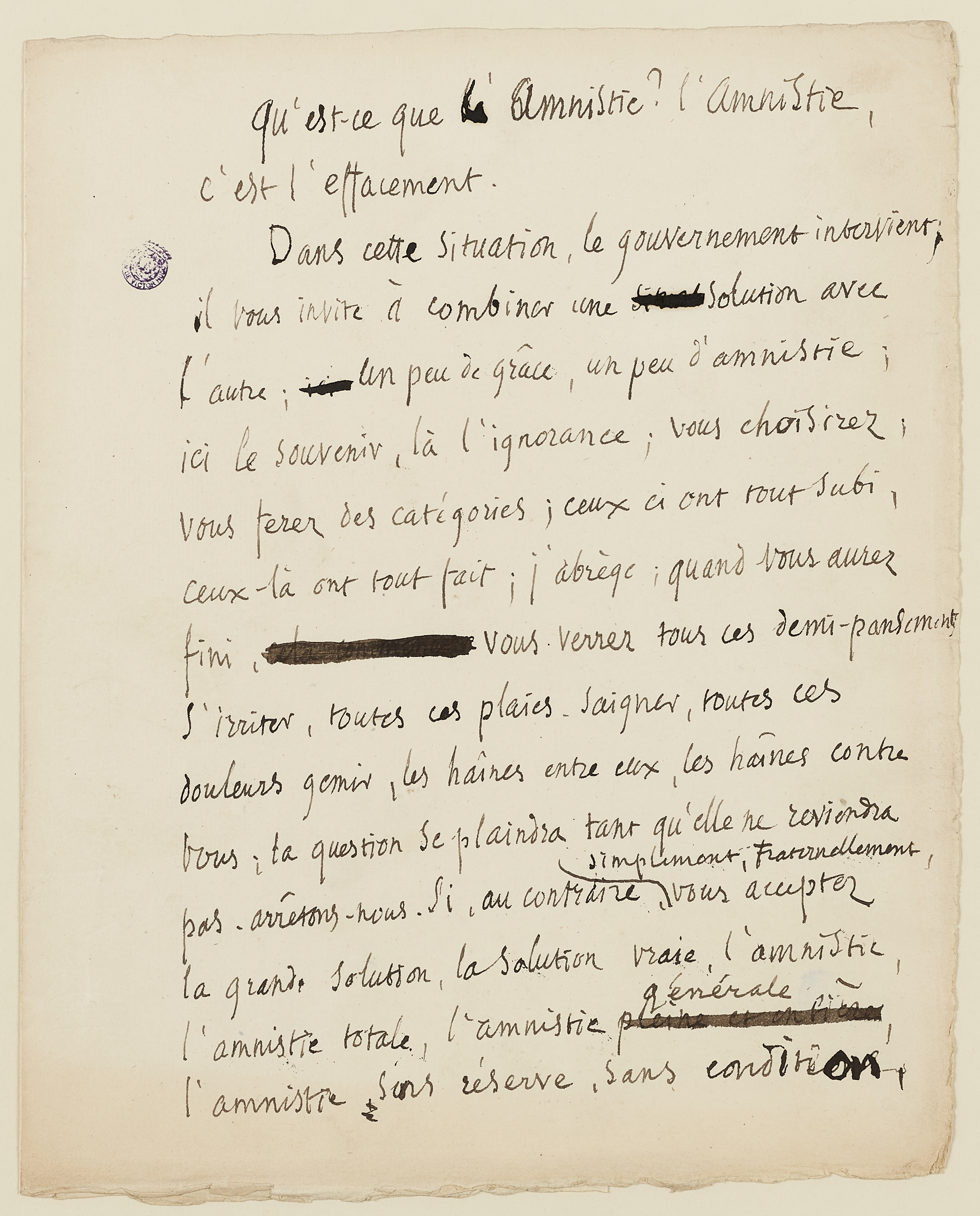
Projet de discours de Victor Hugo sur l'amnistie des communards au Sénat le 28 février 1879.

Une première loi d'amnistie est finalement votée. Déposé conjointement le 11 février précédent par le ministre de la Justice Philippe Le Royer et le ministre de l'Intérieur Émile de Marcère, le projet de loi est d'abord combattu par les républicains intransigeants comme Louis Blanc, Édouard Lockroy, Georges Clemenceau, Théophile Marcou et Alfred Naquet, qui réclament une amnistie plénière immédiate, et à l'opposé par des élus de centre gauche comme Alexandre Ribot et Jean Casimir-Perier qui craignent qu'une telle loi n'ouvre la voie à des concessions extrêmes. C'est grâce au soutien de l'Union républicaine de Gambetta que le texte est finalement largement adopté. Seuls 94 députés et 84 sénateurs la refusent. Promulguée le 3 mars 1879, elle dispose que « l'amnistie est accordée à tous les condamnés pour crimes et délits relatifs aux insurrections de 1871 et à tous les condamnés pour crimes et délits des faits politiques, qui ont été et seront libérés ou qui ont été et seront graciés par le président de la République dans un délai de trois mois après la promulgation de la présente loi. »
L'amnistie reste partielle car elle ne concerne que les individus déjà graciés ou qui obtiennent une grâce présidentielle dans les trois mois. La loi est suivie de très nombreux décrets, qui accordent près de 6 000 grâces. De fait, elle permet à de nombreux déportés ou exilés de rentrer en France, comme les frères Reclus, Arthur Ranc, Nathalie Lemel ou Élisabeth Dmitrieff mais plus d'un millier de communards en sont encore exclus,,. Louise Michel reste bannie pour dix ans.
Une seconde loi est votée le 10 juillet 1880 pour compléter la première, quelques jours avant la première commémoration de la fête nationale. Comme le rappelle Stéphane Gacon, cette loi n'est qu'un élargissement de la précédente et ne se présente pas non plus comme une amnistie générale dans la mesure où elle ne prévoit qu'une grâce amnistiante et refuse encore l'amnistie aux individus « condamnés par jugement contradictoire à la peine de mort et aux travaux forcés pour crimes d'incendie ou d'assassinat »,. Dans la pratique, ces restrictions sont sans effet car aucun communard n'est encore concerné par ces dispositions, le gouvernement ayant décidé auparavant que cette exception « ne sera pas applicable aux condamnés […] qui auront été jusqu'à la date du 9 juillet 1880 l'objet d'une commutation de peine en une peine de déportation, de détention ou de bannissement ». Par ailleurs, le gouvernement avait préparé la liste des personnes à gracier et les décrets sont publiés avant même la promulgation de la loi : l'amnistie est donc, de fait, totale, bien que ce ne soit pas le cas du point de vue juridique. Michel Winock et Jean-Pierre Azéma la qualifient ainsi de « loi d'amnistie réticente ». Elle libère néanmoins 540 hommes et 9 femmes.
Le 29 novembre 2016, à l'initiative des députés socialistes, l'Assemblée nationale adopte un texte qui proclame la réhabilitation de toutes les victimes de la répression de la Commune de Paris, ce que la majorité présidentielle d'alors considère comme un devoir de mémoire autant qu'un devoir de justice. Cette décision est cependant critiquée par les forces de droite qui dénoncent « une instrumentalisation abusive et excessive » de l'événement à des fins électorales.

## Les conséquences de l'amnistie

### Un nouvel élan républicain

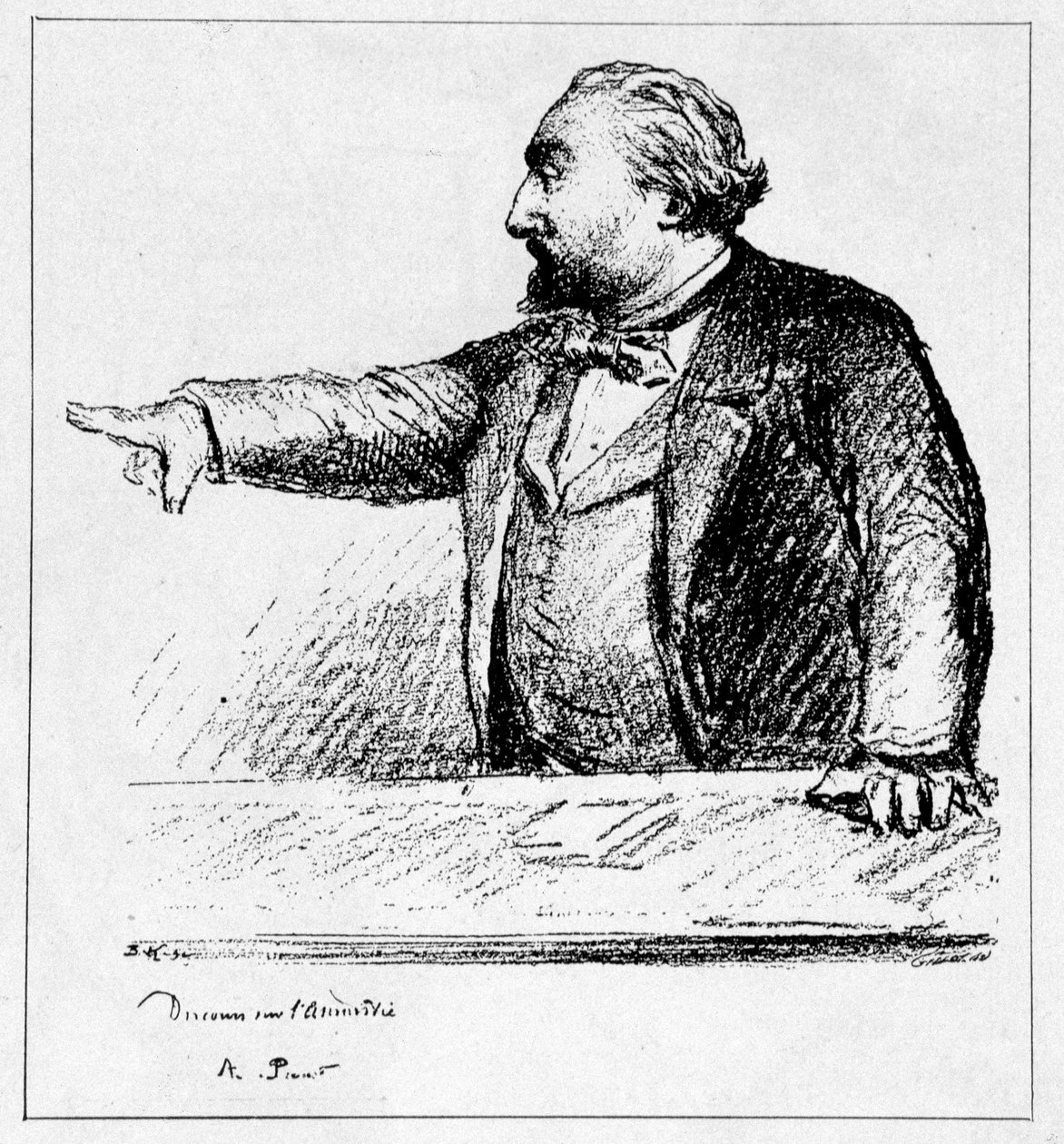
Gambetta prononçant son discours sur l'amnistie des communards, le 21 juin 1880.

Le parcours de certains élus comme Léon Gambetta illustre l'évolution de l'opinion publique et de toute une partie de la classe politique sur la question de l'amnistie. Gambetta y reste longtemps opposé car il ne veut pas fragiliser une majorité républicaine fraichement élue et patiemment construite depuis l'avènement de la Troisième République. À titre d'exemple, il critique le projet de loi déposé par Victor Hugo au Sénat en 1876 car il pense que le texte ne peut qu'inquiéter la droite et les notables du pays, alors qu'il n'a aucune chance d'être adopté.
En 1879-1880, pour les républicains modérés, voter l'amnistie est un moyen d'ôter un argument à l'opposition radicale et socialiste. Ces derniers présentent régulièrement la candidature d'Auguste Blanqui aux élections législatives, en lui donnant le nom de « candidat de l'amnistie », et ils commencent à commémorer régulièrement la Commune. Les radicaux ne ménagent pas non plus les républicains opportunistes. Gambetta finit par se résoudre à l'amnistie générale devant la nécessité de dépasser les clivages des républicains pour ancrer profondément le régime dans la société française.
Alors que la menace d'une restauration monarchique semble définitivement écartée après la soumission du président Mac Mahon et que les républicains dominent tous les organes du pouvoir à partir de 1879, ces derniers veulent asseoir le régime en proclamant les grandes libertés fondatrices comme la presse ou l'éducation, en rendant l'école gratuite, laïque et obligatoire pour en faire un instrument de républicanisation, d'émancipation, et garantir la liberté de conscience des citoyens. Pour établir ces grandes libertés, Léon Gambetta comprend qu'il a besoin d'un parti solidaire et que seul le vote d'une loi d'amnistie peut faire taire les divergences,.
Le 16 juin 1880, en tant que président de la Chambre des députés, il convoque les principaux membres du gouvernement pour une réunion au ministère des Affaires étrangères et parvient à convaincre le président du Conseil Charles de Freycinet, pourtant peu favorable à la question d'une amnistie plénière. Ce dernier défend le projet avec peu de conviction, ce qui lui vaut d'être chahuté à la Chambre et au Sénat, mais le discours de Gambetta le 21 juin 1880 finit par emporter la décision : « Restez avec nous, dans cette mesure de pardon et de clémence. Il faut que vous fermiez le livre de ces dix dernières années, que vous mettiez la pierre tumulaire de l’oubli sur les crimes et les vertiges de la Commune et que vous disiez à tous […] qu’il n’y a qu’une France et qu’une République »,.

### Réconciliation sociale et réhabilitation de la Commune
Pour l'historien Stéphane Gacon, « l'amnistie est un geste symbolique de réconciliation sociale ou, pour être plus précis, de réconciliation civique » qui consiste à « décréter l'oubli du passé qui a divisé pour reconstituer l'unité perdue ». Réintégrés à la société et rétablis dans leurs droits civiques, les communards font de nouveau corps avec la nation, et le symbole est d'autant plus vif que le vote de la loi intervient alors que la France se dote d'une fête nationale et adopte La Marseillaise comme hymne national.
L'amnistie des communards s'inscrit par ailleurs dans une logique fédératrice et permet à la République « de mettre en conformité ses principes et ses actes : une République assise sur les droits de l'homme ne peut pas durablement continuer à réprimer des délits d'opinion ». Elle permet également de rétablir l'équilibre entre les différents protagonistes de l'insurrection : comme le rappelle Stéphane Gacon, « la répression de la Commune a été menée au nom de la République, même si elle le fut par des hommes médiocrement républicains », et les insurgés sont loin d'être les brigands que l'opinion versaillaise a longtemps vilipendés. Le soulèvement du 18 mars est avant tout « révolte patriotique et républicaine face à la paix et à la menace monarchiste incarnée par l'assemblée de Bordeaux finalement installée, comme pour narguer Paris, à Versailles, dans la capitale des rois ». Les insurgés s'inscrivent, dans une certaine mesure, dans la tradition révolutionnaire inaugurée par la prise de la Bastille le 14 juillet 1789 et dont la Commune vient clore le cycle. Bien qu'elle n'efface pas le développement de mémoires concurrentes de l'événement, l'amnistie des communards scelle une réconciliation formelle de la nation.

### Le retour des exilés

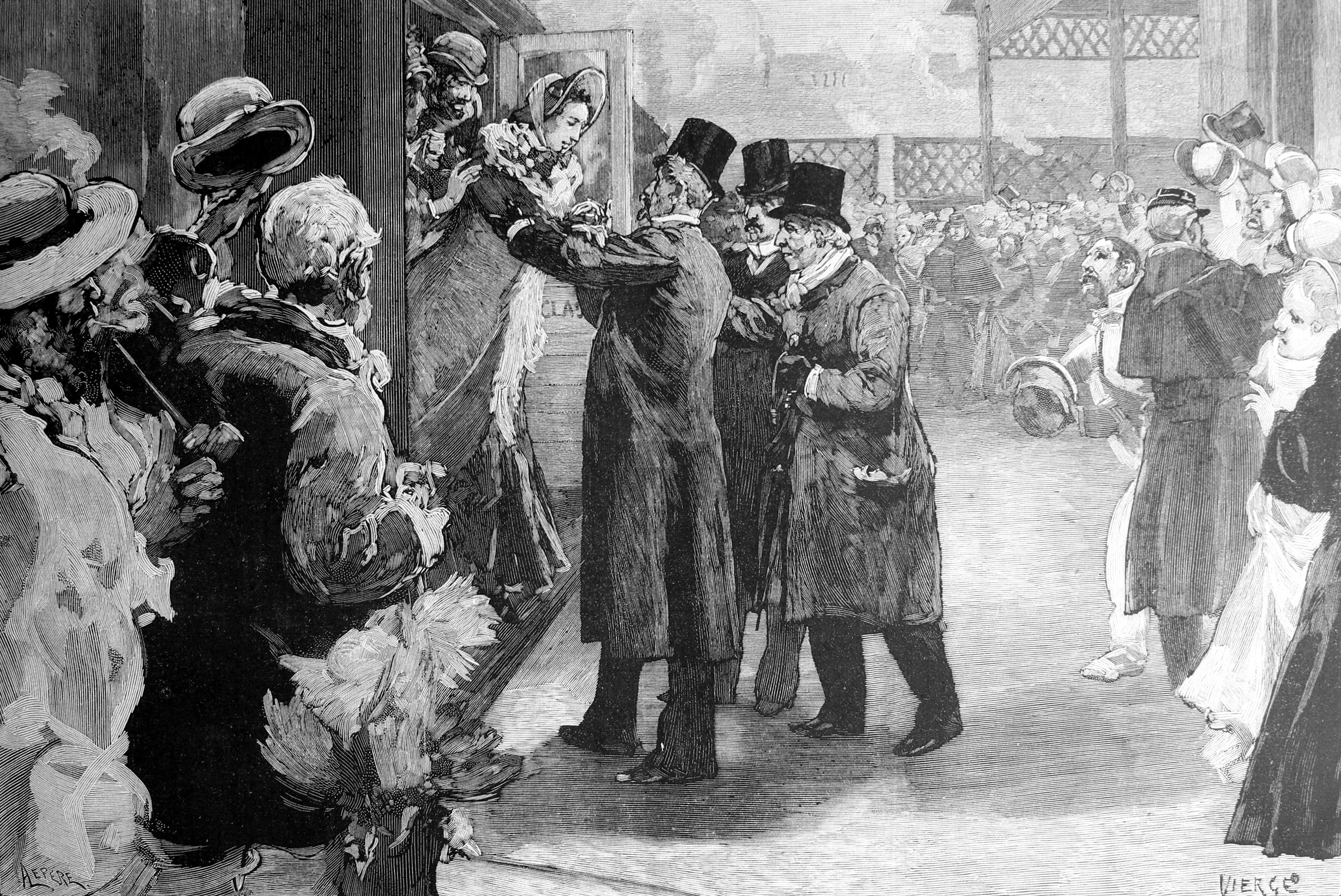
Louise Michel accueillie triomphalement à la gare Saint-Lazare le 9 novembre 1880.

À l'automne 1879, quelques mois après l'adoption de la loi d'amnistie partielle, environ 2 000 déportés de Nouvelle-Calédonie font leur retour en France. Après une interruption de quatre mois, de nouveaux convois acheminent encore 700 amnistiés entre mars et août 1880, dont de grandes figures en exil comme l'écrivain Jules Vallès ou le journaliste Henri Rochefort qui rentrent quelques jours après l'adoption de l'amnistie plénière. Selon l'historienne Laure Godineau, l'arrivée de Louise Michel, accueillie par une foule nombreuse à la gare Saint-Lazare le 9 novembre 1880, est la plus représentative du « retour des communards ». L'historien Bertrand Tillier estime toutefois que les retours bruyants de Louise Michel ou de Henri Rochefort sont des exceptions, et que la plupart des amnistiés reviennent dans l'indifférence.
L'amnistie ne garantit pas la réintégration et de nombreux exilés ne retrouvent pas leur situation d'avant 1871. La pauvreté, l'épuisement, l'inactivité et le rejet accompagnent le retour de certains insurgés, et l'installation dans une France qui a considérablement évolué en dix ans dépend de nombreux facteurs comme l'âge, le métier d'origine ou les réseaux. En 1882, le suicide de Pierre Malzieu, un ancien ouvrier forgeron membre de l'Association internationale des travailleurs et qui ne parvient pas à gagner sa vie après son retour de Nouvelle-Calédonie, devient le symbole des souffrances et des difficultés de réinsertion rencontrées par les communards. Des structures sont mises en place pour leur venir en aide, comme la Solidarité des proscrits de 1871, fondée en 1882 sous la présidence d'Henry Louis Champy.
Toutefois, les exemples de réintégration réussie sont nombreux, comme l'écrivain Arthur Arnould, qui publie plusieurs romans sous pseudonyme, ou les ouvriers Zéphirin Camélinat et Jean Allemane qui entament une carrière politique et sont élus députés respectivement en 1885 et 1901,. Les artistes communards exilés, comme les peintres Paul Milliet et Gustave Courbet (mort en exil en Suisse le 31 décembre 1877) ou le sculpteur Jules Dalou, s'étaient refusés à demander une grâce individuelle et attendaient l'amnistie pour rentrer. Dalou revient à Paris en janvier 1880. Il participe au concours pour une statue monumentale de la République destinée à la place de la République à Paris. Classé deuxième, son projet, Le Triomphe de la République, sera finalement érigé place de la Nation. D'autres artistes impliqués dans la Commune et amnistiés bénéficient de commandes publiques, comme les sculpteurs Just Becquet, Augustin-Jean Moreau-Vauthier, Auguste Ottin et Charles-Romain Capellaro ou le peintre Paul Milliet.